# Hapalosoma gemmiferum
Hapalosoma gemmiferum is een zee-egel uit de familie Echinothuriidae.
De wetenschappelijke naam van de soort werd in 1934 gepubliceerd door Theodor Mortensen.